# Tikhoretsk

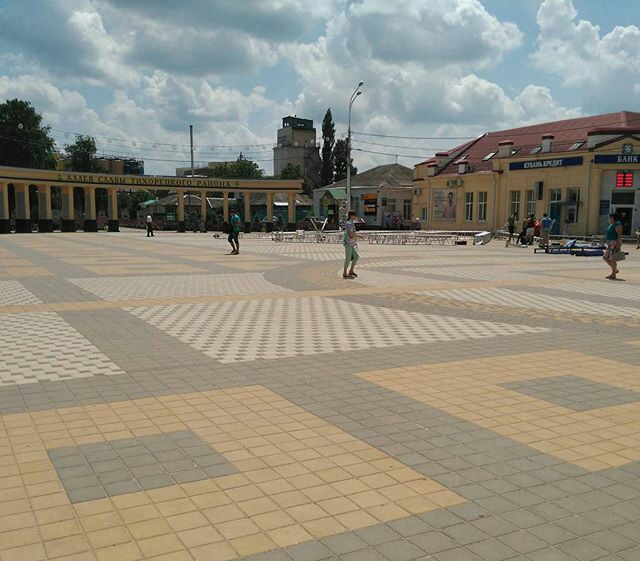

Tikhoretsk (en russe : Тихорецк) est une ville du kraï de Krasnodar, en Russie, et le centre administratif du raïon de Tikhoretsk. Sa population s'élevait à 60 547 habitants en 2013.

## Géographie
Tikhoretsk se trouve à 128 km à l'est de Krasnodar.

## Histoire
La construction d'une gare de chemin de fer du nom de Tikhoretskaïa débuta en 1874. Un bourg se développa autour de la gare. En 1899, un atelier pour l'entretien des locomotives à vapeur y fut ouvert.
Pendant la guerre civile russe la halte ferroviaire fut le théâtre de combats entre les armées blanches et l'Armée rouge, en particulier lors de la seconde campagne du Kouban en 1918.
En 1923, Tikhoretsk reçut le statut de ville et devint centre administratif de raïon l'année suivante.
La ville est un important carrefour ferroviaire du sud de la Russie, au croisement des lignes Rostov-sur-le-Don – Bakou et Volgograd – Novorossiisk.
En 2024, dans le contexte des relations Ukraine-Russie et en attendant un règlement du conflit, l’armée ukrainienne et les services du pays ont annoncé  sur Telegram avoir frappé l’entrepôt de Tikhoretsk que l'Ukraine considère être comme l’une des trois plus grandes bases de stockages de munitions en Russie ainsi qu'un « lieu clé » pour la logistique militaire russe. Ceci le 21 septembre 2024, la frappe survenant pendant la nuit.

## Population
Recensements (*) ou estimations de la population
| 1897* | 1926*  | 1931   | 1939*  | 1959*  | 1970*  |
| ----- | ------ | ------ | ------ | ------ | ------ |
| 5 100 | 19 166 | 22 300 | 36 741 | 49 658 | 60 141 |

| 1979*  | 1989*  | 2002*  | 2010*  | 2012   | 2013   |
| ------ | ------ | ------ | ------ | ------ | ------ |
| 63 842 | 67 105 | 65 005 | 61 823 | 61 164 | 60 547 |